# Metoprolol
O metoprolol, comercializado sob o nome comercial Lopressor entre outros, é uma medicação da seletiva do tipo β1 bloqueadora do receptor. É utilizado para tratar a pressão arterial alta, dor no peito devido a mau o fluxo de sangue para o coração, e um número de condições que envolvem uma frequência cardíaca anormalmente rápida. Ele também é usado para evitar mais problemas cardíacos após a ocorrência do infarto do miocárdio e para evitar dores de cabeça em pessoas com enxaqueca.
O metoprolol é vendido em formulações que podem ser tomadas por via oral ou por via intravenosa. A medicação é muitas vezes tomada duas vezes ao dia e a versão extensa formulação é tomado uma vez por dia. Pode ser combinado com a hidroclorotiazida (diurético) em um único comprimido.
Efeitos colaterais comuns incluem problemas de sono, sensação de cansaço, sensação de desmaio, e desconforto abdominal. Doses elevadas podem causar uma séria toxicidade. Risco durante a gravidez não foi descartado. Ele parece ser seguro durante o aleitamento materno. Um cuidado maior é necessário com o uso em pessoas com problemas de fígado ou asma. A interrupção no uso deste medicamento deve ser feita lentamente para diminuir o risco de outros problemas de saúde.
O metoprolol foi produzido pela primeira vez em 1969 e está na Lista de Medicamentos Essenciais da Organização Mundial de Saúde, os mais importantes medicamentos necessários em um sistema de saúde. Ele está disponível como um medicamento genérico. Em 2013, metoprolol foi o décimo nono medicamentos mais prescrito nos Estados Unidos.

## Estereoquímica
Metoprolol contém um estereocêntrico e consiste em dois enantiómeros. Este é um racemato, ou seja, uma mistura 1: 1 de (R) - e a forma (S):
| Enantiômeros de metoprolol | Enantiômeros de metoprolol |
| -------------------------- | -------------------------- |
| CAS-Nummer: 81024-43-3     | CAS-Nummer: 81024-42-2     |